# أم جركى
أم جركى قرية في ولاية نهر النيل في السودان.

## الموقع
تقع قرية ام جركى شمال الخرطوم بحوالى 80 كم ضمن ثلاثة قرى في جزيرة واحدة، ام جركى - نقزو وقرية سلامتو وهي عبارة عن جزيرة يحيطها النيل من الجهات الأربع.

## السكان
ينتمى سكان ام جركى إلى قبيلة الجعليين وكانت بها أشهر خلاوى تحفيظ القرآن الكريم في المنطقة (خلوة الفكي سالم ود الحاج محمد )والتي تخرج منها في القرن الماضي الكثير من حفظة القرآن الكريم في السودان .وقد أعقب الفكي سالم في تدريس القرآن الكريم الفكى عمر ودالبشير ثم الفكى التوم.
تشتهر بزراعة البطاطس والبصل وبها جامع ومدرسة أساس مختلطة ترتبط بالشرق والغرب بقوارب ممكننة.